# Георгі Бачев
Георгі Бачев (болг. Георги Бачев, нар. 18 квітня 1977, Благоєвград) — болгарський футболіст, що грав на позиції півзахисника.
Виступав, зокрема, за софійські «Левскі» та «Славію», а також національну збірну Болгарії, у складі якої був учасником чемпіонату світу 1998 року.

## Клубна кар'єра
У дорослому футболі дебютував 1993 року виступами за команду клубу «Пірін» (Благоєвград), в якій провів два сезони, взявши участь у 32 матчах чемпіонату.
Згодом з 1996 по 2004 рік з перервами грав за «Славію» (Софія), в проміжках двічі переходячи у «Левскі». З останньою командою двічі виборював титул чемпіона Болгарії, а також одного разу національний кубок.
Завершив професійну ігрову кар'єру у клубі «Віхрен» (Санданський), за команду якого виступав протягом 2004—2007 років. Згодом у 2010 році був спортивним директором клубу «Локомотив» (Мездра).

## Виступи за збірну
22 липня 1995 року дебютував в офіційних іграх у складі національної збірної Болгарії у товариському матчі проти Угорщини, вийшовши на заміну після перерви. Через тиждень він забив свій перший гол за національну команду, відзначившись у товариській грі з Малайзією. Обидві ці зустрічі пройшли в Куала-Лумпурі, столиці Малайзії.
У складі збірної був учасником чемпіонату світу 1998 року у Франції, де зіграв у двох матчах групового етапу з Нігерією та Іспанією.
Всього протягом кар'єри у національній команді, яка тривала 3 роки, провів у формі головної команди країни 18 матчів, забивши 1 гол.

## Титули і досягнення
- Чемпіон Болгарії (2):

«Левскі»: 2000–2001, 2001–02
- Володар Кубка Болгарії (1):

«Левскі»: 2001–02